# 大塚遊園地
大塚遊園地（おおつかゆうえんち）は、愛知県豊橋市伊古部町にかつて存在した遊園地である。

## 概要
- 一人の男性が、夢を実現させようと作り上げた手作りの遊園地で、園内にはフィールドアスレチック、プール、動物園、ゴーカート、立体迷路などがあった。しかし、入園料が高すぎたのか、客足は伸びずに廃園となり、今は施設が中途半端に解体された状態で残っている。

## 入園料
- 大人　600円、中学生　500円、小学生以下　400円

今は心霊スポットとして、行けば何かしらの怪奇現象に遭うなどと言われている。